# Hal Anger
Hal Oscar Anger (20 de maio de 1920 – 31 de outubro de 2005) foi um americano, engenheiro eletricista e biofísico no Laboratório Donner, Universidade da Califórnia em Berkeley, conhecido pela invenção da câmara gama.
Somando, Anger mantém 15 patentes, muitas delas por seu trabalho no Laboratório de Radiação Ernest O. Lawrence. Também recebeu muitos prêmios em reconhecimento de suas invenções e por suas contribuições no campo da medicina nuclear. Anger morreu em Berkeley, Califórnia.

## Carreira
Em 1957, ele inventou a câmara de cintilação, também conhecida como câmara gama ou câmara Anger. Anger também desenvolveu a câmara poço, amplamente usada em laboratórios de teste para medir a radioatividade de amostras. Ele também desenvolveu um scanner tomográfico multi-plano para radiação usando a câmara Anger e um colimador de radiação focalizado.
A primeira câmara de cintilação útil foi desenvolvida por Anger no laboratório fundado pela AEC, na Universidade da Califórnia em Berkeley. Consequentemente, os direitos da patente de invenção são propriedade do governo dos Estados Unidos. Entretanto, os supervisores de Anger no laboratório eram bem conectados com a cabeça do AEC, Glenn Seaborg, e prevaleceu na AEC a liberação dos direitos da patente para o próprio Anger. Anger contratou um advogado de patentes para registrar um pedido de patentes de sua invenção nos EUA, e isso culminou na Patente 3,011,057, emitida em Novembro de 1961. Enquanto seu pedido estava pendente, Anger tentou, sem sucesso, interessar as empresas de instrumentos nucleares em obter uma licença em uma base não exclusiva para produzir e vender a câmera Anger. Ele finalmente concedeu uma licença exclusiva da patente '057 para a Nuclear-Chicago Corporation (NCC), em Des Plaines, Illinois. A NCC desenvolveu com sucesso uma versão comercialmente útil da câmara Anger e começou a comercializá-la em departamentos de medicina nuclear em hospitais nos Estados Unidos. As vendas comerciais da câmara Anger da NCC cresceram substancialmente ao longo dos anos e Anger tornou-se modestamente rico com os royalties que recebeu sob o contrato de licença exclusiva. A NCC acabou sendo adquirida pela G.D. Searle & Co, de Skokie, Illinois, e operava como uma subsidiária integral.
A exclusividade da Nuclear-Chicago Corporation na comercialização da câmera de cintilação de Anger foi eventualmente desafiada pela introdução de uma versão concorrente da câmera Anger pela Picker Corporation. A NCC e a Anger processaram a Picker por infração da patente '057, e a Picker reclamou a invalidade da patente' 057. Picker também entrou com um processo na Comissão de Energia Atômica, contestando a legitimidade da liberação da AEC dos direitos de patente para Anger, e solicitando uma licença compulsória sob a patente '057. O processo da AEC foi decidido em favor de Anger e da NCC, e a ação por infração de patente foi eventualmente resolvida pela concessão de um contrato de sublicenciamento à Picker. Outros concorrentes surgiram posteriormente e novos litígios sobre a patente '057 foram iniciados. A NCC acabou sendo vendida para a Siemens Corporation e a Siemens continuou a desenvolver a tecnologia da câmara Anger e a comercializar o dispositivo em todo o mundo.

## Filantropia
Em 2006, a Sociedade de Educação em Medicina Nuclear e Fundação de Pesquisa recebeu $6 milhões do patrimônio de Hal Anger, o maior presente já recebido para o avanço do campo da medicina nuclear, conduzindo ao desenvolvimento do prêmio e palestra Hal Anger.